# Szymon Ziółkowski
Pour les articles homonymes, voir Ziolkowski.
Szymon Jerzy Ziółkowski (né le 1er juillet 1976 à Poznań) est un athlète polonais spécialiste du lancer du marteau.

## Carrière
Szymon Ziółkowski commence à sa faire connaître lors des championnats du monde juniors de 1994 à Lisbonne où il finit premier avec un jet à 70,44 m. Quatre ans plus tard, il participe aux Championnats d'Europe à Budapest, où il termine à la cinquième place.
À Sydney, il se fait sacrer champion olympique grâce à un lancer à 80,02 m. Par la suite, il devient champion du monde en 2001 et 3e en 2005. Depuis ces championnats, Szymon ne parvient pas à remporter des titres ou des médailles. Il finit seulement deuxième aux mondiaux de Berlin en 2009 et troisième au Championnat d'Europe d'Helsinki en 2012.

## Palmarès
| Date | Compétition                   | Lieu           | Résultat | Marque  |
| ---- | ----------------------------- | -------------- | -------- | ------- |
| 1994 | Championnats du monde juniors | Lisbonne       | 1er      | 70,44 m |
| 1996 | Jeux olympiques               | Atlanta        | 10e      | 76,64 m |
| 1997 | Championnats d'Europe espoirs | Turku          | 2e       | 73,68 m |
| 1998 | Championnats d'Europe         | Budapest       | 5e       | 78,16 m |
| 2000 | Jeux olympiques               | Sydney         | 1er      | 80,02 m |
| 2001 | Championnats du monde         | Edmonton       | 1er      | 83,38 m |
| 2005 | Championnats du monde         | Helsinki       | 2e       | 79,35 m |
| 2006 | Coupe d'Europe                | Tel Aviv-Jaffa | 1er      | 79,04 m |
| 2006 | Championnats d'Europe         | Göteborg       | 5e       | 78,97 m |
| 2006 | DécaNation                    | Paris          | 1re      | 79,25 m |
| 2007 | Championnats du monde         | Osaka          | 7e       | 80,09 m |
| 2008 | Jeux olympiques               | Pékin          | 7e       | 79,22 m |
| 2008 | Finale mondiale               | Stuttgart      | 4e       | 75,33 m |
| 2009 | Championnats du monde         | Berlin         | 2e       | 79,30 m |
| 2009 | Finale mondiale               | Thessalonique  | 6e       | 75,33 m |
| 2010 | Championnats d'Europe         | Barcelone      | 5e       | 77,99 m |
| 2011 | Championnats du monde         | Daegu          | 7e       | 77,64 m |
| 2012 | Championnats d'Europe         | Helsinki       | 3e       | 76,67 m |
| 2012 | Jeux olympiques               | Londres        | 6e       | 77,10 m |
| 2013 | Championnats du monde         | Moscou         | 9e       | 76,84 m |
| 2014 | Championnats d'Europe         | Zurich         | 5e       | 78,41 m |

## Records
| Épreuve           | Performance | Lieu     | Date        |
| ----------------- | ----------- | -------- | ----------- |
| Lancer du marteau | 83,38 m     | Edmonton | 5 août 2001 |